# Opuntia cyclodes
Opuntia cyclodes là một loài thực vật có hoa trong họ Cactaceae. Loài này được (Engelm. & J.M. Bigelow) Rose mô tả khoa học đầu tiên năm 1911.